# Кейша Грей
Кейша Грей (англ. Keisha Grey, нар. 9 червня 1994 року, Тампа, Флорида, США) — американська порноакторка.

## Раннє життя
Народилась в Тампі, Флорида та має ірландсько-іспанське походження. У 16 років вона втратила цноту зі своїм хлопцем, який залишався її єдиним сексуальним партнером до того, як вона потрапила в порноіндустрію. Також працювала в кафе та піцерії.

## Порноіндустрія
Ще з дитинства вона була фанаткою порнографії, а її улюбленими акторами були Саша Грей та Джеймс Дін.
Прийшла в порноіндустрію в серпні 2013 року, а в грудні підписала контракт з модельним агентством Motley Models. При виборі сценічного імені взяла своє шкільне прізвисько Кейша, а Грей запропонував її агент, який знав про її захоплення Сашею Грей.
Її першою міжрасовою сценою стала роль у My First Interracial для Blacked.com. У фільмі Кейша вперше виконала на камеру мінет-бенг, а також знялась в сцені тріолізму з двома партнерами. У фільмі Big Anal Asses 3 вона вперше виконала анальний секс, а у фільмі Gangbang Me 2 вона вперше знялась в gangbang-сцені і сцені з подвійним проникненням.

## Нагороди та номінації
| Рік  | Премія           | Результат | Категорія                                                           | Фільм          |
| ---- | ---------------- | --------- | ------------------------------------------------------------------- | -------------- |
| 2014 | NightMoves Award | Перемога  | Найкраща нова старлетка (Вибір редакції)                            | Н/Д            |
| 2014 | NightMoves Award | Номінація | Найкраще тіло                                                       | Н/Д            |
| 2015 | AVN Award        | Номінація | Найкраща нова старлетка                                             | Н/Д            |
| 2015 | AVN Award        | Номінація | Найкраща сцена орального сексу                                      | Keisha         |
| 2015 | AVN Award        | Номінація | Найкраща сцена тріолізму — М/М/Ж (з Міком Блу та Джеймсом Діном)    | Keisha         |
| 2015 | AVN Award        | Номінація | Найкраща сцена тріолізму — М/Ж/Ж (з Аріаною Марі та Джеймсом Діном) | Keisha         |
| 2015 | XBIZ Award       | Номінація | Найкраща нова старлетка                                             | Н/Д            |
| 2015 | XBIZ Award       | Номінація | Найкраща сцена — Non-Feature Release (з Криссом Строком)            | Slut Puppies 8 |
| 2015 | XRCO Award       | Номінація | Нова старлетка                                                      | Н/Д            |
| 2015 | XRCO Award       | Номінація | Кремова мрія                                                        | Н/Д            |
| 2015 | NightMoves Award | Номінація | Найкращі груди                                                      | Н/Д            |